# Shayhontoxur
Shayhontoxur (Em russo Шайхонтохур) é um dos 11 distritos (tuman) de Tasquente, a capital do Uzbequistão. 

## Características
Trata-se de um dos distritos mais populosos e sua localização é na parte central da cidade, limitando-se com os distritos de Yakkasaray, Chilonzor, Olmazor, Yunusobod e Uchtepa.